# Horsfieldia moluccana
Horsfieldia moluccana är en tvåhjärtbladig växtart som beskrevs av W.J.J.O. de Wilde. Horsfieldia moluccana ingår i släktet Horsfieldia och familjen Myristicaceae.

## Underarter
Arten delas in i följande underarter:
- H. m. petiolaris
- H. m. pubescens
- H. m. robusta